# María Milagros Rivera Garretas
María Milagros Rivera Garretas (Bilbao, Vizcaya, 26 de noviembre de 1947) es una historiadora española y Catedrática emérita de Historia Medieval de la Universidad de Barcelona. Es una de las fundadoras de La revista Duoda y del Centro de Investigación de las Mujeres de la Universidad de Barcelona. Es Profesora de Historia medieval, en la Universidad de Barcelona (Facultad de Geografía). Es una de las figuras más importante del feminismo académico y activista del panorama universitario español.

## Biografía
Estudió Antropología e Historia Cultural en la universidad de Barcelona, dónde se doctoró en dichas materias. Siguió sus estudios en la Universidad de Chicago donde realizó el “Master of Arts” (en 1977).
Además, entre 1964-1970 logró la Licenciatura en Filología Moderna (Secciones Alemana e Inglesa).
En 1978 logró el doctorado en Filosofía y Letras (Sección de Historia General) por la Universidad de Barcelona. En 1971 consiguió un título de archivística a través de la «Scuola Vaticana di Archivistica».
En 1982 participó en la fundación del Centro de Investigación DUODA, publicándose una revista homónima en 1991. Ese mismo año María Milagros Rivera Garretas colaboró en la apertura de la librería de mujeres Pròleg en Barcelona.
En 2002 contribuyó en organizar La Fundación entredós de Madrid. Desde 2011 es responsable de realizar la Biblioteca Virtual de Investigación Duoda.

## Obra
Rivera es autora de más de sesenta artículos de revistas especializadas como, Duoda: Revista d'estudis feministes, Miscelánea Comillas: Revista de Ciencias Humanas y Sociales, Imago temporis. Medium Aevum, Studium Medievale: Revista de Cultura visual - Cultura escrita, entre otras. También ha colaborado en más de treinta obras colectivas, como:
- Trabajar la oración: mística, enseñanza, arquitectura. María Milagros Rivera Garretas.

Femina: mujeres en la historia / coord. por Cristina de la Rosa Cubo, María Isabel del Val Valdivieso, María Jesús Dueñas Cepeda, Magdalena Santo Tomás Pérez, 2015, ISBN 978-84-8448-834-7, págs. 173-184
- La documentación de Teresa de Cartagena en Santa Clara de Burgos (1446-1452) y otros datos.

María Milagros Rivera Garretas.
La Corona catalanoaragonesa, l'Islam i el món mediterrani: estudis d'història medieval en homenatge a la Doctora María Teresa Ferrer i Mallol / Josefina Mutge Vives (ed. lit.), Roser Salicrú i Lluch (ed. lit.), Carles Vela i Aulesa (ed. lit.), 2013, ISBN 978-84-00-09649-6, págs. 603-615
- El impacto del Humanismo en la cultura femenina bajomedieval.

María Milagros Rivera Garretas.
Aragón en la Edad Media : sociedad, culturas e ideologías en la España bajomedieval : sesiones de trabajo : Seminario de Historia Medieval, 2000, ISBN 84-95480-05-0, págs. 45-54 
También ha publicado una docena de libros de los que podemos destacar:
- La encomienda, el priorato y la villa de Uclés en la Edad Media (1174-1310): formación de un señorío de la Orden de Santiago. María Milagros Rivera Garretas. Madrid. Consejo Superior de Investigaciones Científicas, 1985. ISBN 84-00-05970-0

- Textos y espacios de mujeres: (Europa siglos IV-XV). María Milagros Rivera Garretas. Icaria, 1990. ISBN 84-7426-168-6.

Ha sido reseñado en: Textos y espacios de mujeres. María Milagros Rivera Garretas. Icaria, Barcelona 1990. 254 pàgines. Isabel Pérez i Molina
Manuscrits: Revista d'història moderna, ISSN 0213-2397, ISSN-e 2014-6000, Nº 10, 1992, págs. 501-503
- Mujeres en relación: feminismo 1970-2000. María Milagros Rivera Garretas. Icaria, 2001. ISBN 84-7426-515-0

- Juana de Mendoza (ca. 1425-1493) María Milagros Rivera Garretas. Ediciones del Orto, 2004. ISBN 84-7923-339-7

- La diferencia sexual en la historia. María Milagros Rivera Garretas. Universitat de València, 2005. ISBN 84-370-6118-0

- El amor es el signo: educar como educan las madres. María Milagros Rivera Garretas. Madrid : Sabina, 2012. ISBN 978-84-937159-6-0

## Reconocimientos
En 2020, fue incluida dentro del proyecto "Mujeres Investigadoras en los Archivos Estatales (1900-1970)" para la descripción archivistica y creación de un micrositio especifico en el Portal de Archivos Españoles (PARES), desarrollado entre 2020-2023. Este proyecto ha sido impulsado por la Subdirección General de Archivos Estatales, con el objetivo visibilizar la labor de investigación realizada en España por las mujeres en el intervalo 1900-1970 partiendo de los registros documentales que se conservan en los Archivos de Gestión de los AAEE del Ministerio de Cultura (el Archivo Histórico Nacional, el Archivo de la Corona de Aragón, el Archivo General de Simancas, el Archivo General de Indias, el Archivo de la Real Chancilleria de Valladolid, el Archivo General de la Administración y el Centro de Información Documental de Archivos).